# Diesbar (Nünchritz)
Diesbar ist ein Ortsteil von Diesbar-Seußlitz in der Gemeinde Nünchritz im Landkreis Meißen in Sachsen.

## Geographie
Die Häuser des Ortes gruppieren sich an der Elbe, dort wo das Bohntal und das bachlose Brummochsenloch die Elbe erreicht und ist parallel zum Fluss nach Norden und Süden erweitert. Zahlreiche kleine Rebterrassen gruppieren sich in den Tälern und um den Ort herum. Diesbar wird 1900 als Bauernweiler und Häuslerreihen mit Block- und Parzellenflur beschrieben. Umliegende Orte sind im Norden Seußlitz und Neuseußlitz, Im Osten liegt das Einzelgut und frühere Dorf Radewitz, im Süden liegt Nieschütz und im Westen das Göhrischgut auf der anderen Elbseite.

## Geschichte
| Jahr               | Einwohner |
| ------------------ | --------- |
| 1834               | 159       |
| 1871               | 141       |
| 1890               | 113       |
| 1910               | 107       |
| 1925               | 138       |
| 1933               | 150       |
| 1939               | 149       |
| 1946               | 211       |
| → Diesbar-Seußlitz |           |

Der Ort wurde 1272 das erste Mal erwähnt, als Heinrich der Erlauchte Dieuesuere dem Kloster Seußlitz übereignete. Für die nach Süden ausgerichteten Weinhänge ist seit dieser Zeit Weinbau nachweisbar. Der Ortsname entstand durch Zusammensetzung der mittelhochdeutschen Wörter „diep“ (Dieb) und „ver(e)“ (Fähre), bedeutet also „Siedlung an der Diebesfähre“. „Dieb(e)s-“ kennzeichnete dabei in Sachsen in älterer Zeit meist Neben- oder Seitenrouten. Deshalb gehen Eichler und Walther davon aus, dass die an der sogenannten Rauen Furt in Diesbar schon frühzeitig existierende Elbfähre nur den kleinen Ortsverkehr bediente, wohingegen der Hauptfernverkehrsweg weiter nördlich bei Merschwitz und Boritz die Elbe querte. Im Lauf der Jahrhunderte waren für den Ortsnamen viele verschiedene amtliche Schreibweisen in Gebrauch, darunter 1406 Dibisfere, 1540 Diebespfort, 1552 Dyebesfher, 1572 Diebsfherchen, 1598 Tieffenfehr sowie Diebsfehr im Jahr 1724. Teilweise versuchte dabei die Kanzlei, den Ortsnamen umzudeuten. Wie die Schreibweise von 1598 zeigt, geschah dies teilweise, um dessen pejorative Bedeutung zu beseitigen. Andererseits wurde vorübergehend das frühneuhochdeutsche „ferch“ (Leib, Leben, Innerstes) eingedeutet. Neben der amtlichen Schreibweise bildete sich die volkssprachliche Namensform Diesbar heraus, die 1738 auch amtlicherseits erstmals verwendet wird. In den Jahren 1791 (Diespar, oder Diebsfehra) sowie 1814 (Diebsfehra, Diebsfehre, auch Dießbar gen[annt].) sind beide Formen nebeneinander in Gebrauch. Erst sehr spät setzte sich die volkssprachliche gegen die alte amtliche Form durch. Heute ist Diesbar neben dem Meißner Stadtteil Niederfähre und Wendischfähre (Gemeinde Rathmannsdorf) einer von drei Ortsteilen an der sächsischen Oberelbe, deren Name sich auf eine Fährstelle bezieht.
Im Jahr 1688 gab es in Diesbar zwei Gärten und vier Dreschgärten mit Weingärten. Das „Ross“ erscheint 1727 mehrfach im Ausgabenbuch für den Umbau des Seußlitzer Schlosses, so werden am 19. Juli zu 15 Schock Schindeln ins Rößgen und am 11. Oktober werden Zwey Rinds Zungen so der Rößgen Wirth an Gnäd. Herrschaft geliefert. Dies ist der erste Nachweis des Gasthofes.
Im Jahr 1808 existierten im Ort 13 Häuser mit Rebanlagen. Der Weinbau bestimmte das Ortsbild. Im Jahr 1812 waren zehn Weinpressen im Ort in Betrieb, die sich auf die bäuerlichen Betriebe verteilten. Bis heute prägen Weinberge das Ortsbild, die sich als Rebterrassen an den Hängen des Winzerweges, des Brummochsenloches und der Meißner Straße erstrecken.
Nachdem es 1837 zu einem Streit zwischen zwei Diesbarer Einwohnern wegen der Überfahrt gekommen war, erhielt 1840 die Gemeinde Diesbar vom Finanzministerium die Konzession zur Haltung einer Kahnüberfahrt für die Volkseinwohner zur Beförderung ihrer Erzeugnisse über die Elbe, sowie zur Erholung ihrer Bedürfnisse von den jenseits gelegenen Ortschaften unter ausdrücklicher Bedingung das sie die Befugnis durch einen verlässlichen Mann ausüben lasse. Da sich 1862 kein Mann mehr für den Betrieb der Fähre fand, wurde der Betrieb der Fähre zwischen Diesbar und dem Göhrischgut eingestellt.
Um 1880 entwickelte sich Diesbar zur Sommerfrische, vor allem für Leipziger Bürger. Um diese unterzubringen, wird die Ahlemann’sche Villa (Löwenvilla) gebaut. Im Jahr 1898 bestand die Bevölkerung vorwiegend aus Bauern, ergänzt durch einen Schiffer, einen Gasthofbesitzer und den Dorfrichter. Um 1900 wird eine Badeanstalt an der Elbe in der Nähe vom „Ross“ eingerichtet. Im gleichen Jahr begann der gewerbemäßige Steinbruchbetrieb am „Bösen Bruder“. Im Jahr 1937 erfolgte eine Großsprengung am „Bösen Bruder“. Durch diese Sprengung entstand Platz für eine Straße von Diesbar nach Seußlitz an der Elbe. Zuvor war eine Fahrt nach Seußlitz nur über Umwege möglich.
Im Jahr 1925 waren fast alle Einwohner von Diesbar evangelisch-lutherisch, nur ein Einwohner war katholisch. Sachsen kam nach dem Zweiten Weltkrieg in die Sowjetische Besatzungszone und später zur DDR. Die historisch gewachsene Zugehörigkeit zu Großenhain blieb nach der Gebietsreform 1952 nicht erhalten. Sie ordnete Diesbar dem Kreis Riesa im Bezirk Dresden zu. Im gleichen Jahr schlossen sich Diesbar und Seußlitz zu Diesbar-Seußlitz zusammen.